# Nimlot II
Nimlot II fue Sumo sacerdote de Amón en Tebas, gobernador de Tebas y de Heracleópolis, de c. 855 a 845/0 a. C., durante el periodo de la Dinastía XXII del antiguo Egipto. 

## Biografía
Es hijo de Osorkon II y Dyedmutesanj (IV). Casado con Tentsepeh (C) tiene varios hijos: Takelot, sumo sacerdote de Amón en Tebas, Ptahudyanjef (Dyedptahiefanj), rey de Heracleópolis, Karoma III Meritmut (d), que se casó con su tío Takelot II y quizá también Shepensopdu (b) y Sheshonq IV. 
El príncipe heredero Osorkon, designado por Nimlot II, será impugnado por una parte de los tebanos que se alzarán en contra. Lo deseaban como rey de Tanis en lugar de a su hermano Sheshonq III. La rebelión, sometida por la fuerza, origina una guerra civil que va durar quince años y arruinará aún más al país.
Fue sucesor del sumo sacerdote de Amón en Tebas ...du/aut... y le siguió en el cargo Osorkon, un hijo de Osorkon II.
Era coetáneo de Osorkon II, y Takelot II.
Su padre le dedicó una capilla en Tebas. 

## Titulatura
| Titulatura | Jeroglífico | Transliteración (transcripción) - traducción - (referencias) |

| R8 | U36 | D1 · Q3 · N35 | M17 | Y5 · N35 | N5 · Z1 | M23 | X1 · Z2ss | R8 | \| \| | N35 · U2 | D21 · V13 |
|    |     |               |     |          |         |     |           |    |       |          |           |

|  |

| R8 | U36 | D1 · Q3 · N35 | M17 | Y5 · N35 | N5 · Z1 | M23 | X1 · Z2ss | R8 | \| \| | N35 · U2 | D21 · V13 |
|    |     |               |     |          |         |     |           |    |       |          |           |

|  |